# Russengraben (Donau)
Der Russengraben ist der über 5 km lange Unterlauf eines auf dem Hauptstrang über 19 km langen Grabensystems in der flachen Talebene zwischen der mündenden Isar und der abfließenden Donau. Er zieht sich in west-östlicher Richtung von etwas nördlich von Moos bis nach Thundorf, anfangs etwas nördlich, dann entlang der Kreisstraße DEG 21. Gleich nach Durchqueren von Thundorf tritt er an einem Siel durch den Hochwasserdamm der Donau in deren Aue über und mündet wenig später von rechts in den Strom.

## Bau
Der künstliche Graben wurde von russischen Kriegsgefangenen des Zweiten Weltkrieges gebaut und erhielt daher seinen Namen. Der Graben dient vornehmlich der Entwässerung, er wie auch insbesondere sein linker Oberlauf nehmen dazu etliche Seitengräben auf.